# Université de Zagreb
L'université de Zagreb (en croate Sveučilište u Zagrebu, en latin Universitas Studiorum Zagrabiensis) est une importante institution universitaire de Zagreb, capitale de la Croatie. Fondée en 1669 comme collège jésuite et installée dans le quartier de Jarun, elle comporte plus de 50 000 étudiants. C'est la plus ancienne université de la région des Balkans. Depuis 1874, plus de 200 000 étudiants ont obtenu un diplôme de licence, plus de 18 000 une maîtrise et plus de 8 000 un doctorat.

## Historique

### L'Académie jésuite
Les débuts de ce qui allait devenir l’université remontent au 23 septembre 1669, lorsque l’empereur Léopold Ier de Habsbourg autorisa par décret l'ouverture d'un collège jésuite dans la ville libre de Zagreb. En vertu de ce décret, l'enseignement de la philosophie acquérait un statut formel et légal, et la Neoacademia Zagrabiensis devenait officiellement une institution nationale d'enseignement supérieur.
L’académie continua d'être dirigée par les Pères Jésuites - suivant leurs principes pédagogiques - pendant plus d'un siècle, jusqu'à ce que cet Ordre religieux soit dissout par le pape Clément XIV en 1773. Cette année-là, le collège comptait 200 étudiants. 
En 1776, l'impératrice Marie-Thérèse décida par décret la transformation du collège jésuite en une 'Académie royale des sciences' de Zagreb (latin : Regia Scientiarum Academia), comprenant des facultés de philosophie, de théologie et de droit. Comme en d'autres régions de l'empire le collège jésuite était transformé en 'collège thérésien'.  L’étude des sciences politiques fut prise en charge par la faculté de droit, et furent ainsi intégrées aux cours de l'Académie. Chaque faculté de l’Académie royale des sciences disposait de plusieurs chaires, consacrées à une ou plusieurs disciplines à la fois.
Malgré de multiples changements administratifs, l’académie de Zagreb demeura jusqu'en 1874 le principal établissement d'enseignement supérieur de Croatie, et forma la plupart des membres de l’intelligentsia du pays.

### Création de l'université
L’évêque-diplomate Josip Juraj Strossmayer (archevêque de Dakovo-Osijek) proposa en 1861 la fondation de l’université de Zagreb au Parlement de Croatie. C'est en 1869, à l’occasion de sa visite à Zagreb, que l’empereur François-Joseph signa le décret portant création de l’université de Zagreb. Cinq ans plus tard, le Parlement enregistra la loi créant l'université, et celle-ci fut ratifiée par l’empereur le 5 janvier 1874. La cérémonie d'inauguration eut lieu le 19 octobre 1874, faisant ainsi de Zagreb la troisième université de la région hongroise de l’empire d'Autriche-Hongrie.
En 1874 l’université ne comptait que quatre facultés :
- droit (Pravno-državoslovni fakultet)
- théologie (Bogoslovni fakultet)
- philosophie (Mudroslovni fakultet)
- médecine (Liječnički fakultet)

## Organisation
Il y a 29 facultés, 3 académies des arts et un centre universitaire :
- Faculté d'agriculture
- Faculté d'architecture
- Faculté de chimie et de technologie
- Faculté de génie civil
- Faculté de sciences de l'éducation
- Faculté d'électronique et d'informatique
- Faculté d'agro-alimentaire et de biotechnologie
- Faculté de foresterie
- Faculté de géodésie
- Faculté d'arts graphiques
- Faculté de kinésithérapie
- Faculté de droit
- Faculté de mécanique et d'architecture navale
- Faculté de métallurgie
- Faculté des mines, de géologie et de génie pétrolier
- Faculté de science
- Faculté d'organisation et d'informatique
- Faculté de pharmacie et de biochimie
- Faculté d'humanités et de sciences sociales
- Faculté de science politique
- Faculté de technologie du textile
- Faculté de théologie
- Faculté de transport
- Faculté de médecine vétérinaire
- École d'économie et des affaires
- École de médecine
- École de dentisterie
- Académie de théâtre
- Académie de beaux-arts
- Académie de musique

## Recteurs
Les recteurs de l'université depuis qu'elle a ce statut en 1874 :
- Matija Mesić (1874-1875)
- Stjepan Spevec (1875-1876)
- Anton Kržan (1876-1877)
- Kosto Vojnović (1877-1878)
- Franjo Maixner (1878-1879)
- Franjo Iveković (1879-1880)
- Šandor Aleksandar Bresztyenszky (1880-1881)
- Franjo Marković (1881-1882)
- Feliks Suk (1882-1883)
- Blaž Lorković (1883-1884)
- Đuro Pilar (1884-1885)
- Gustav Baron (1885-1886)
- Franjo Vrbanić (1886-1887 et 1901-1902)
- Tadija Smičiklas (1887-1888)
- Antun Franki (1888-1889)
- Luka Marjanović (1889-1890)
- Natko Nodilo (1890-1891)
- Ivan Bujanović (1891-1892 et 1903-1904)
- Josip Pliverić (1892-1893 et 1904-1905)
- Vinko Dvoržak (1893-1894)
- Antun Maurović (1894-1895)
- Franjo Spevec (1895-1896)
- Armin Pavić (1896-1897)
- Juraj Doćkal (1897-1898)
- Josip Šilović (1898-1899)
- Đuro Arnold (1899-1900)
- Rudolf Vimer (1900-1901)
- Vjekoslav Klaić (1902-1903)
- Antun Heinz (1905-1906)
- Antun Bauer (1906-1907)
- Milivoj-Klement Maurović (1907-1908)
- Gustav Janeček (1908-1909)
- Josip Volović (1909-1910)
- Julije Rorauer (1910-1911)
- Julije Domac (1911-1912)
- Josip Pazman (1912-1913)
- Edo Lovrić (1913-1914 et 1937-1938)
- Đuro Korbler (1914-1915)
- Fran Barac (1915-1916)
- Ernest Miler (1916-1917 et 1926-1928)
- Julije Golik (1917-1918)
- Ivan Angelo Ruspini (1918-1919)
- Ladislav Polić (1919-1920 et 1924-1925)
- Karlo Radoničić (1920-1921)
- Vladimir Varićak (1921-1922)
- Đuro Nenadić (1922-1923)
- Stjepan Zimmerman (1923-1924)
- Drago Perović (1925-1926)
- Josip Belobrk (1928-1932)
- Albert Bazala (1932-1933)
- Đuro Stipetić (1933-1935)
- Stanko Hondl (1935-1937)
- Andrija Živković (1938-1940)
- Stjepan Ivšić (1940-1943)
- Božidar Špišić (1943-1944)
- Stjepan Horvat (1944-1945)
- Andrija Štampar (1945-1946)
- Grga Novak (1946-1947)
- Andre Mohorovičić (1947-1949)
- Marko Kostrenčić (1949-1950)
- Antun Barac (1950-1951)
- Franjo Bošnjaković (1951-1952)
- Teodor Varićak (1952-1953)
- Željko Marković (1953-1954)
- Hrvoje Iveković (1954-1956)
- Zoran Bujaš (1956-1958)
- Marijan Horvat (1958-1960)
- Vladimir Serdar (1960-1963)
- Slavko Macarol (1963-1966)
- Jakov Sirotković (1966-1968)
- Ivan Supek (1968-1972)
- Predrag Vranicki (1972-1976)
- Drago Grdenić (1976-1978)
- Ivan Jurković (1978-1982)
- Zvonimir Krajina (1982-1986)
- Vladimir Stipetić (1986-1988)
- Zvonimir Šeparović (1988-1990)
- Marijan Šunjić (1990-1998)
- Branko Jeren (1998-2002)
- Helena Jasna Mencer (2002-2006)
- Aleksa Bjeliš (2006-2014)
- Damir Boras (2014-)

## Personnalités liées à l'université

### Étudiants
- Biserka Gall (1942-2002), Académie des beaux-arts ;
- Aleksandra Radenovic (1975-), Biophysicienne ;
- Lydia Sklevicky (1952-1990), théoricienne féministe ;
- Mica Todorović (1900-1981), peintre bosnienne ;
- Petrica Novosel-Žic, première docteure en géographie de Croatie.